# 포르모사황금관코박쥐
포르모사황금관코박쥐(Harpiola isodon)는 애기박쥐과에 속하는 박쥐의 일종이다. 대만의 토착종이다.

## 특징
전완장이 31~37.3mm인 작은 박쥐로 귀 길이는 12.5~15mm이다.

## 생태
터널 속에 은신하며 먹이는 곤충이다. 5월에 새끼를 밴 암컷이 붙잡힌다.

## 분포 및 서식지
대만 응옥린산과 베트남 중부와 북부 흐엉 리엔 국립공원의 산악 지대에서 발견된다. 해발 1,000m와 2,400m 사이의 침엽수림 또는 활엽수림에서 서식한다.